# Itziarren Semeak
Itziarren Semeak est un groupe de ska punk espagnol, originaire de Mungia, en Biscaye.

## Biographie
Itziarren Semeak se forme en 2006 à Mungia, ville située au nord de Bilbao. Leur nom, qui signifie « Les fils d'Itziar » vient d'une chanson du groupe de musique basque traditionnel basque Pantxoa et Peio (es) rendant hommage à un militant basque arrêté et torturé par la police franquiste dans les années 1960 (Andoni Arrizabalaga (eu)),.
Les musiciens d'Itziarren Semeak se revendiquent comme issus du mouvement rock radical basque et sont proches de la gauche abertzale. Musicalement, Itziarren Semeak jouent un ska rock festif aux multiples influences dans la même veine que Betagarri (es) ou encore Ska-P.
Le quatrième album du groupe, Revolta!, représente un saut qualitatif par rapport aux précédents. Il a bénéficié de la production de Kaki Arkarazo (es). Il présente des influences de l'Europe de l'Est et de la Méditerranée. Le nom même de l'album fait référence à la Revolta permanent de Lluis Llach.

## Concerts
Depuis leur création, Itziarren Semeak a fait plus de 300 concerts au Pays basque et dans d'autres villes d'Espagne, à Barcelone, à Marinaleda et Chiclana de la Frontera (Andalousie) et à Madrid (quartier de Vallecas) en 2014.
Ils ont également joué à Londres (quartier de Brixton) en 2012, en Irlande en 2013 et en 2015,,, en Angleterre, en Écosse et en Allemagne en 2016. Le groupe effectue une tournée à Cuba en 2012, en Argentine et au Chili en 2014,.

## Membres

### Membres actuels
- Ibon Altuna - chant
- Manex Altuna - guitare, chant
- Alain Egiguren - batterie, percussion[3]
- Jebi Job - basse
- Ivan Zapata - saxophone
- John Caiman - Trombone

### Anciens membres
- Irkus Altuna - saxophone (2006-2014)[3]
- Asier Caldas - trompette (2006-2013)[3]
- Unai Bergara - batterie